# Hud
Hud (arab. هود) – jeden z proroków islamu, identyfikowany z Eberem, postacią ze Starego Testamentu. Od jego imienia swoją nazwę wzięła 11 sura Koranu – Hud (Hud). Zgodnie z Koranem prorok Hud miał zostać posłany do ludu 'Ad (عاد), z którego sam się wywodził, aby go nawrócić (7:65-72, 11:50-60). Lud ten zamieszkiwać miał tereny Hadramaut (tereny dzisiejszego Jemenu). Proroctwo Huda nie odniosło jednak skutku, lud 'Ad nie odwrócił się od praktyk bałwochwalczych, za co miał zostać zniszczony przez zesłany na nich wiatr (41:15) – ocaleć zaś miał jedynie Hud oraz ci, którzy uwierzyli jego proroctwu (7:72 oraz 11:60).
Grobowiec proroka Huda – będący celem pielgrzymek w miesiącu radżab – znajduje się w Hadramaut.